# دی‌آی‌آ

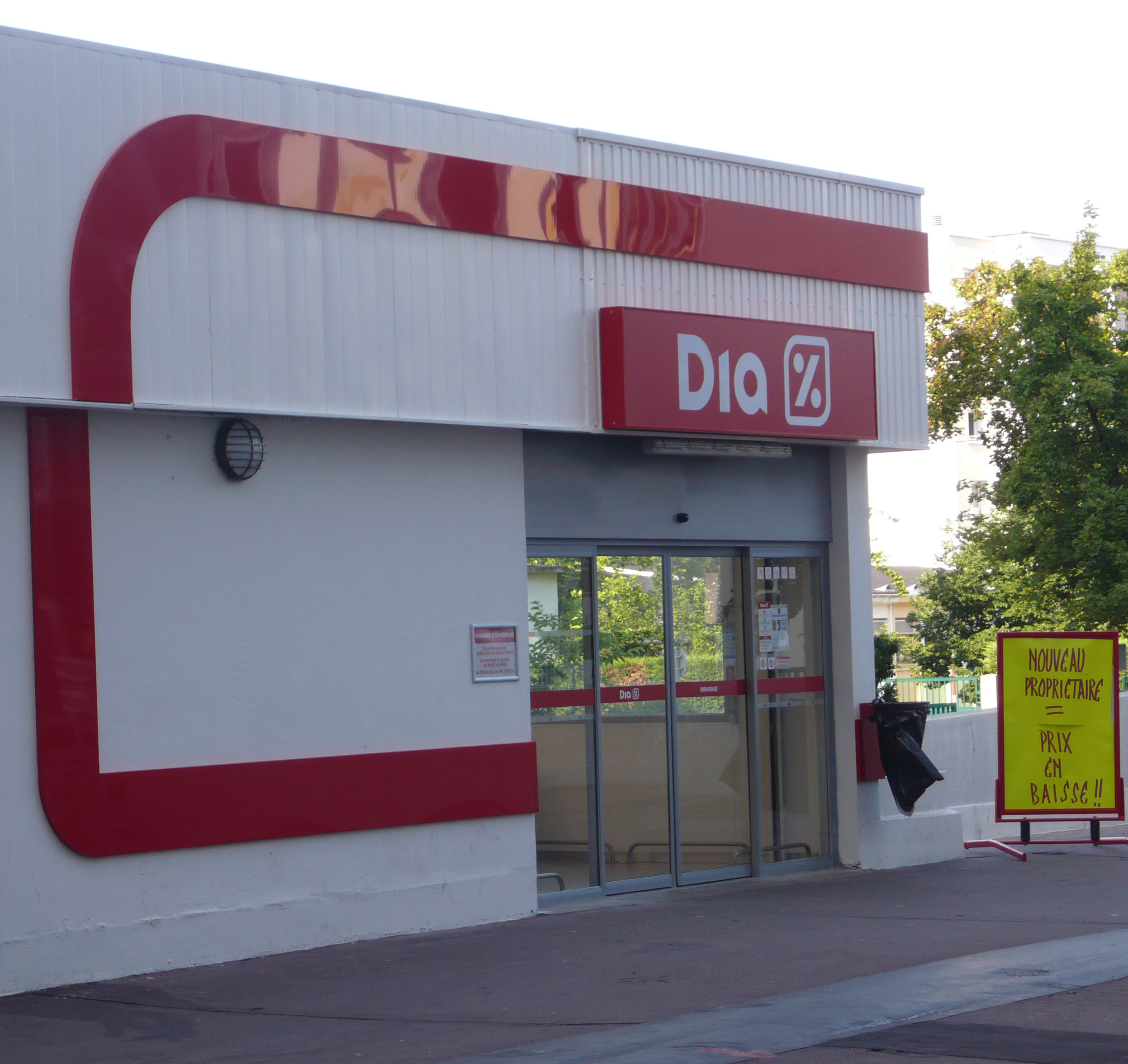
شعبه‌ای از دی‌آی‌آ

دی‌آی‌آ (به اسپانیایی: DIA) شرکت خرده‌فروشی اسپانیایی است، که مالک شبکه گسترده‌ای از سوپرمارکت‌های زنجیره‌ای در سرتاسر اروپا و آمریکای جنوبی می‌باشد.
شرکت دی‌آی‌آ در سال ۱۹۷۹ تأسیس شد و در سال ۲۰۱۲ تعداد فروشگاه‌های آن در کشورهای مختلف جهان بیش از ۶٫۹۱۴ شعبه اعلام شد. این شرکت در سال ۲۰۱۳ به‌عنوان سومین شرکت فرانشیز در بخش مواد غذایی شناخته شد..